# Premijer liga 2012./13.
Premijer liga 2012./13. je dvadeset i druga sezona najvišeg ranga hrvatskog rukometnog prvenstva. Liga se igra u dva dijela: 

- 1. dio igra 14 klubova dvokružno (26 kola) te se na osnovu plasmana u ligi natječu u drugom dijelu prvenstva 

- drugi dio prvenstva je podijeljen u tri dijela:
- Ligu za prvaka - četiri prvoplasirane momčadi iz Lige 14 i hrvatski sudionici SEHA lige - Croatia Osiguranje i NEXE.
- Ligu za poredak - momčadi od 5. do 8. mjesta u Ligi 14
- Ligu za ostanak - preostale momčadi iz Lige 14

Prvak je ponovno postala momčad Croatia Osiguranje.

## Tablice

### Premijer liga -Liga 14
| mj. | klub                           | ut. | pob. | neod. | por. | gol+ | gol- | gr   | bod     | 2. dio sezone   |
| --- | ------------------------------ | --- | ---- | ----- | ---- | ---- | ---- | ---- | ------- | --------------- |
| 1.  | Siscia Sisak                   | 26  | 22   | 1     | 3    | 753  | 703  | 150  | 44 (-1) | Liga za prvaka  |
| 2.  | Dubrava Zagreb                 | 26  | 18   | 1     | 7    | 817  | 766  | 51   | 37      | Liga za prvaka  |
| 3.  | Karlovac                       | 26  | 18   | 0     | 8    | 802  | 693  | 109  | 36      | Liga za prvaka  |
| 4.  | Poreč                          | 26  | 16   | 2     | 8    | 793  | 689  | 104  | 34      | Liga za prvaka  |
| 5.  | Zamet Rijeka                   | 26  | 16   | 1     | 9    | 756  | 670  | 86   | 32 (-1) | Liga za poredak |
| 6.  | Vidovec BIOS                   | 26  | 15   | 2     | 9    | 781  | 725  | 56   | 32      | Liga za poredak |
| 7.  | Bjelovar                       | 26  | 14   | 2     | 10   | 779  | 714  | 65   | 30      | Liga za poredak |
| 8.  | Buzet                          | 26  | 12   | 2     | 12   | 755  | 733  | 22   | 26      | Liga za poredak |
| 9.  | Marina Kaštela Kaštel Gomilica | 26  | 10   | 3     | 13   | 735  | 738  | -3   | 23      | Liga za ostanak |
| 10. | Medveščak NFD Zagreb           | 26  | 9    | 2     | 15   | 733  | 782  | -49  | 20      | Liga za ostanak |
| 11. | Gorica Velika Gorica           | 26  | 9    | 0     | 17   | 760  | 772  | -12  | 18      | Liga za ostanak |
| 12. | Spačva Vinkovci                | 26  | 8    | 1     | 17   | 720  | 790  | -70  | 16 (-1) | Liga za ostanak |
| 13. | Split                          | 26  | 6    | 0     | 20   | 731  | 851  | -120 | 11 (-1) | Liga za ostanak |
| 14. | Varteks Di Caprio Varaždin     | 26  | 0    | 1     | 25   | 551  | 940  | -389 | 0 (-1)  | Liga za ostanak |

### Liga za prvaka
Doigravanje za prvaka Hrvatske i plasman prvih šest momčadi u prvenstvu. Uključuju se i momčadi iz SEHA lige - Croatia Osiguranje Zagreb i NEXE Našice
| mj. | klub                      | ut. | pob. | neod. | por. | gol+ | gol- | gr  | bod |
| --- | ------------------------- | --- | ---- | ----- | ---- | ---- | ---- | --- | --- |
| 1.  | Croatia Osiguranje Zagreb | 10  | 10   | 0     | 0    | 352  | 247  | 105 | 20  |
| 2.  | NEXE Našice               | 10  | 6    | 1     | 3    | 315  | 300  | 15  | 13  |
| 3.  | Poreč                     | 10  | 5    | 1     | 4    | 303  | 297  | 6   | 11  |
| 4.  | Karlovac                  | 10  | 4    | 0     | 6    | 276  | 289  | -13 | 8   |
| 5.  | Dubrava Zagreb            | 10  | 3    | 0     | 7    | 269  | 309  | -40 | 6   |
| 6.  | Siscia Sisak              | 10  | 1    | 0     | 9    | 272  | 345  | -73 | 2   |

### Liga za poredak
Razigravanje za 7. do 10. mjesta u prvenstvu. Zbrajaju se i međusobni susreti iz Lige 14.
| mj. | klub         | s prenesenim rezultatima iz Lige 14 | s prenesenim rezultatima iz Lige 14 | s prenesenim rezultatima iz Lige 14 | s prenesenim rezultatima iz Lige 14 | s prenesenim rezultatima iz Lige 14 | s prenesenim rezultatima iz Lige 14 | s prenesenim rezultatima iz Lige 14 |     | samo rezultati u Ligi za poredak | samo rezultati u Ligi za poredak | samo rezultati u Ligi za poredak | samo rezultati u Ligi za poredak | samo rezultati u Ligi za poredak | samo rezultati u Ligi za poredak |
| mj. | klub         | ut.                                 | pob.                                | neod.                               | por.                                | gol+                                | gol-                                | bod                                 | ut. | pob.                             | neod.                            | por.                             | gol+                             | gol-                             |                                  |
| --- | ------------ | ----------------------------------- | ----------------------------------- | ----------------------------------- | ----------------------------------- | ----------------------------------- | ----------------------------------- | ----------------------------------- | --- | -------------------------------- | -------------------------------- | -------------------------------- | -------------------------------- | -------------------------------- | -------------------------------- |
| 1.  | Zamet Rijeka | 12                                  | 7                                   | 0                                   | 5                                   | 345                                 | 329                                 | 14                                  | 6   | 3                                | 0                                | 3                                | 171                              | 158                              |                                  |
| 2.  | Bjelovar     | 12                                  | 6                                   | 2                                   | 4                                   | 362                                 | 357                                 | 14                                  | 6   | 3                                | 1                                | 2                                | 170                              | 181                              |                                  |
| 3.  | Buzet        | 12                                  | 4                                   | 2                                   | 6                                   | 343                                 | 349                                 | 10                                  | 6   | 2                                | 1                                | 3                                | 168                              | 169                              |                                  |
| 4.  | Vidovec BIOS | 12                                  | 4                                   | 2                                   | 6                                   | 339                                 | 354                                 | 10                                  | 6   | 2                                | 2                                | 2                                | 177                              | 178                              |                                  |

### Liga za ostanak
Razigravanje za 11. do 16. mjesto u prvenstvu i ostanak u ligi. Zbrajaju se i međusobni rezultati ostvareni u Ligi 14.
| mj. | klub                           | s prenesenim rezultatima iz Lige 14 | s prenesenim rezultatima iz Lige 14 | s prenesenim rezultatima iz Lige 14 | s prenesenim rezultatima iz Lige 14 | s prenesenim rezultatima iz Lige 14 | s prenesenim rezultatima iz Lige 14 | s prenesenim rezultatima iz Lige 14 |     | samo rezultati u Ligi za ostanak | samo rezultati u Ligi za ostanak | samo rezultati u Ligi za ostanak | samo rezultati u Ligi za ostanak | samo rezultati u Ligi za ostanak | samo rezultati u Ligi za ostanak |
| mj. | klub                           | ut.                                 | pob.                                | neod.                               | por.                                | gol+                                | gol-                                | bod                                 | ut. | pob.                             | neod.                            | por.                             | gol+                             | gol-                             |                                  |
| --- | ------------------------------ | ----------------------------------- | ----------------------------------- | ----------------------------------- | ----------------------------------- | ----------------------------------- | ----------------------------------- | ----------------------------------- | --- | -------------------------------- | -------------------------------- | -------------------------------- | -------------------------------- | -------------------------------- | -------------------------------- |
| 1.  | Marina Kaštela Kaštel Gomilica | 20                                  | 15                                  | 0                                   | 5                                   | 629                                 | 524                                 | 30                                  | 10  | 8                                | 0                                | 2                                | 324                              | 271                              |                                  |
| 2.  | Spačva Vinkovci                | 20                                  | 13                                  | 0                                   | 7                                   | 596                                 | 536                                 | 26                                  | 10  | 8                                | 0                                | 2                                | 302                              | 251                              |                                  |
| 3.  | Medveščak NFD Zagreb           | 20                                  | 12                                  | 2                                   | 6                                   | 608                                 | 552                                 | 26                                  | 10  | 6                                | 1                                | 3                                | 320                              | 275                              |                                  |
| 4.  | Gorica Velika Gorica           | 20                                  | 10                                  | 1                                   | 9                                   | 622                                 | 559                                 | 21                                  | 10  | 4                                | 1                                | 5                                | 308                              | 279                              |                                  |
| 5.  | Split                          | 20                                  | 6                                   | 3                                   | 11                                  | 589                                 | 608                                 | 15                                  | 10  | 1                                | 3                                | 6                                | 286                              | 310                              |                                  |
| 6.  | Varteks Di Caprio Varaždin     | 20                                  | 0                                   | 2                                   | 18                                  | 438                                 | 703                                 | 2                                   | 10  | 0                                | 1                                | 9                                | 210                              | 364                              |                                  |

## Ukupni poredak
| mj.             | klub                           | ut.            | pob.           | neod.          | por.           | gol+           | gol-           |
| Liga za prvaka  | Liga za prvaka                 | Liga za prvaka | Liga za prvaka | Liga za prvaka | Liga za prvaka | Liga za prvaka | Liga za prvaka |
| --------------- | ------------------------------ | -------------- | -------------- | -------------- | -------------- | -------------- | -------------- |
| 1.              | Croatia Osiguranje Zagreb      | 10             | 10             | 0              | 0              | 352            | 247            |
| 2.              | NEXE Našice                    | 10             | 6              | 1              | 3              | 315            | 300            |
| 3.              | Poreč                          | 36             | 31             | 3              | 12             | 1006           | 986            |
| 4.              | Karlovac                       | 36             | 22             | 0              | 14             | 1078           | 982            |
| 5.              | Dubrava Zagreb                 | 36             | 21             | 1              | 14             | 1076           | 1075           |
| 6.              | Siscia Sisak                   | 36             | 23             | 1              | 12             | 1025           | 1048           |
|                 |                                |                |                |                |                |                |                |
| Liga za poredak |                                |                |                |                |                |                |                |
| 7.              | Zamet Rijeka                   | 32             | 19             | 1              | 12             | 927            | 828            |
| 8.              | Bjelovar                       | 32             | 17             | 3              | 12             | 949            | 895            |
| 9.              | Buzet                          | 32             | 14             | 3              | 15             | 923            | 902            |
| 10.             | Vidovec BIOS                   | 32             | 17             | 4              | 11             | 958            | 903            |
|                 |                                |                |                |                |                |                |                |
| Liga za ostanak |                                |                |                |                |                |                |                |
| 11.             | Marina Kaštela Kaštel Gomilica | 36             | 18             | 3              | 15             | 1059           | 1009           |
| 12.             | Spačva Vinkovci                | 36             | 16             | 1              | 19             | 1022           | 1041           |
| 13.             | Medveščak NFD Zagreb           | 36             | 15             | 3              | 18             | 1053           | 1060           |
| 14.             | Gorica Velika Gorica           | 36             | 13             | 1              | 22             | 1068           | 1051           |
| 15.             | Split                          | 36             | 7              | 3              | 26             | 1017           | 1161           |
| 16.             | Varteks Di Caprio Varaždin     | 36             | 0              | 2              | 34             | 761            | 1304           |